# Altitude
Altitude is het vierde album van de Nederlandse rockband Autumn. Het album werd uitgebracht op 13 februari 2009 in Europa, en verschijnt 23 februari in Noord-Amerika. Het is het eerste album dat is opgenomen met de nieuwe zangeres Marjan Welman.

## Tracklist
1. Paradise Nox
2. Liquid Under Film Noir
3. Skydancer
4. Synchro-Minds
5. The Heart Demands
6. A Minor Dance
7. Cascade (For A Day)
8. Horizon Line
9. Sulphur Rodents
10. Answers Never Questioned
11. Altitude
12. Closure (bonustrack)
13. One Word Reminder (bonustrack)

## Hitnotering
| "Altitude" in de Nederlandse Album Top 100 - binnen: 21-02-2009 | "Altitude" in de Nederlandse Album Top 100 - binnen: 21-02-2009 | "Altitude" in de Nederlandse Album Top 100 - binnen: 21-02-2009 |
| Week                                                            | 01                                                              |                                                                 |
| --------------------------------------------------------------- | --------------------------------------------------------------- | --------------------------------------------------------------- |
| Nummer                                                          | 94                                                              | uit                                                             |